# Bisdom Mackenzie-Fort Smith
Het bisdom Mackenzie-Fort Smith (Latijn: Dioecesis Amosensis) is een rooms-katholiek bisdom met als zetel Fort Smith, in Canada. Het bisdom is suffragaan aan het aartsbisdom Grouard-McLennan. 

## Geschiedenis
Het bisdom werd opgericht op 3 juli 1901, als het apostolisch vicariaat Mackenzie, als afsplitsing van het apostolisch vicariaat Athabaska Mackenzie, en was suffragaan aan het aartsbisdom Saint-Boniface. Op 19 juni 1903 veranderde het van kerkprovincie en werd suffragaan aan het aartsbisdom Vancouver Island. Op 19 september 1908 veranderde het opnieuw van kerkprovincie en werd suffragaan aan het aartsbisdom Vancouver. Op 13 juli 1967 werd het verheven tot bisdom, veranderde van naam naar Mackenzie-Fort Smith, en veranderde opnieuw van kerkprovincie en werd suffragaan aan het aartsbisdom Grouard-McLennan. 

## Parochies
Het bisdom had in 2021 een oppervlakte van 1.523.400 km2 en telde 48.700 inwoners waarvan 50,0% rooms-katholiek was.

## Bisschoppen
- Gabriel Joseph Élie Breynat (31 juli 1901 - 6 april 1943)
  - Pierre-Armand-Albert-Lucien Fallaize (coadjutor: 23 juni 1931 - 1939)
- Joseph-Marie Trocellier (6 april 1943 - 27 november 1958; coadjutor sinds 26 juni 1940)
- Paul Piché (5 maart 1959 - 24 januari 1986)
- Denis Croteau (24 januari 1986 - 10 mei 2008)
- Murray Chatlain (10 mei 2008 - 6 december 2012; coadjutor sinds 23 juni 2007, apostolisch administrator tot 15 oktober 2013)
- Mark Andrew Hagemoen (15 oktober 2013 - 12 Sep 2017)
- Jon Paul Christian Hansen (15 december 2017 - heden)

## Galerij van afbeeldingen

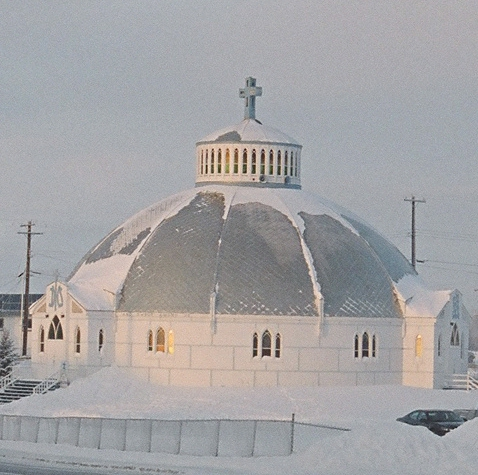
"Iglokerk" van Inuvik

Grouard-McLennan (aartsbisdom) · Mackenzie-Fort Smith · Whitehorse